# Idaea aversata
Impolie, Acidalie détournée
Espèce
Idaea aversata, l’Impolie ou l’Acidalie détournée, est une espèce de lépidoptères (papillons) de la famille des Geometridae et de la sous-famille des Sterrhinae.

## Noms vernaculaires
- En français : l'Impolie, l'Acidalie détournée[1],[2].
- En anglais : Riband Wave[3].

## Morphologie
- Espèce très variable, envergure du mâle : de 23 à 30 mm.

## Biologie
- Plurivoltine, elle vole d'avril à octobre selon la localisation[4].
- Polyphages, les chenilles se nourrissent de Calluna, Poa, Taraxacum...

## Répartition
- Europe, Afrique du Nord et de l'Asie mineure jusqu'au Japon.